# GE Capital Aviation Services
GE Capital Aviation Services (früher: GE Commercial Aviation Service) – kurz GECAS – war ein führendes US-amerikanisch-irisches Leasingunternehmen für Flugzeuge mit Sitz in Stamford.

## Unternehmen
Die Gesellschaft wurde 1964 gegründet und war ein Tochterunternehmen der GE Commercial Finance, die zu General Electric gehört.
GECAS gehörte zu den wichtigsten und größten Leasinggebern für Flugzeuge weltweit. 225 Fluggesellschaften in 60 Ländern haben ihre Flugzeuge über GECAS geleast. Leasing stellt für die Fluggesellschaften eine Möglichkeit dar, ihre Kapitalkosten zu senken. Für diese Möglichkeit tritt GECAS häufig auch in Sale-and-Lease-Back-Geschäften als Käuferin und anschließende Leasinggeberin auf.
Im Jahr 2005 wurde bei einem Umsatz von 3,5 Milliarden US-Dollar ein Gewinn von 764 Millionen US-Dollar erwirtschaftet. Seit Frühjahr 2010 wurde das Unternehmen innerhalb des GE-Konzerns als Sparte Commercial Lending and Leasing (CLL) geführt.
Die GECAS-Flotte bestand Ende 2012 aus 1742 Passagier- und Frachtflugzeugen, die meisten von Airbus, Boeing, Bombardier und Embraer. Fast die komplette Flotte ist mit Triebwerken von GE Aviation ausgestattet, einem anderen Tochterunternehmen von General Electric.
Hauptkonkurrent war bis 2014 die US-amerikanische ILFC (jetzt AerCap). 

## Übernahme durch AerCap
Im März 2021 gaben General Electric und AerCap eine Vereinbarung über den Zusammenschluss der beiden Leasingunternehmen bekannt. Durch den Verkauf will GE sich wieder vermehrt auf seine industriellen Kernbereiche Energie bzw. erneuerbare Energien, Luftfahrt und Gesundheitswesen fokussieren. Nach Abschluss der Transaktion beabsichtigt GE, die Erlöse aus der Transaktion zu nutzen, um Schulden in Höhe von etwa 30 Mrd. USD zu reduzieren.
Im November 2021 gab AerCap den Abschluss der Übernahme von GECAS bekannt.